# Sakura taisen - Le Nouveau Paris
Sakura taisen - Le Nouveau Paris (サクラ大戦 ル・ヌーヴォー・巴里?, Sakura taisen - Ru Nābō Pari, lett. "La grande guerra dei fiori di ciliegio - La nuova Parigi"), è una serie di tre OAV giapponesi, legata al franchise Sakura Wars. Questi tre episodi rappresentano un sequel della precedente serie di OAV Sakura taisen - École de Paris.

## Trama
Dopo la partenza di Ichirō Ōgami, le ragazze della Flower Division di Parigi iniziano una lunga discussione per decidere chi prenderà il posto al comando della squadra. Tuttavia dalle profondità della città riaffiora una minaccia vecchia di secoli.

## Episodi
1. 20 ottobre 2004 - Ichiya kagiri no sākasu (一夜限りのサーカス? lett. "Il circo di una sola notte")
2. 16 marzo 2005 - Mell Ci Spy (メル・シー・スパイ?, Meru Shī Supai, lett. "Mell Ci spia")
3. 16 marzo 2005 - Kaminari no sentō (雷の尖塔? lett. "Spire di fulmini")

## Doppiatori
- Etsuko Kozakura: Coquelicot
- Kikuko Inoue: Lobelia Calrini
- Noriko Hidaka: Erica Fontaine
- Saeko Shimazu: Glycine Bleumer
- Yoshino Takamori: Hanabi Kitaōji
- Keiko Aizawa: Isabelle "Grand Mere" Lyotte
- Mika Kanai: Ci Caprice
- Sachiko Kojima: Mell Raison